# Rukkel-tó
A Rukkel-tó Budapesttől délre a Taksony–Bugyi közötti út (5202-es út) 6-os kilométerénél található bányató.

## Története
A sóderbányászat 1990-ig folyt, ekkor járt le a terület akkori tulajdonosa, a Kertészeti Egyetem tangazdasága által kiadott bányászati jog. Ezt követően a terület kezelője 1990 tavaszán Rukkel János lett, aki a tó partján strandot nyitott 1991-ben, ami köré azóta folyamatos fejlesztésekkel mára élménykomplexum és vízi park épült ki. Horgásztóként is használják.

## Faunája
Keszeg, törpeharcsa, ponty, kárász és naphal él a tóban.

## Strand és vízi park
A tó partján részben feltöltött aljzatú strandot alakítottak ki. Lehet vízibiciklit, csónakot és kajakot kölcsönözni. Étterem, grillbár, sörözők, lángosozó, fagylaltozó és palacsintázó is működik a tóparton.

### Csúszdák
- 1 db ingacsúszda
- 2 db 63 m hosszú hullámcsúszda
- 2 db 80 m hosszú spirálcsúszda
- 1 db 60 m hosszú kamikazecsúszda
- 2 db 36 m hosszú twinkamikaze-csúszda
- 2 db 63 m hosszú black hole csúszda
- 2 db 63 m hosszú slope-csúszda
- 2 db 15 m hosszú gyerekcsúszda
- 2 db 3 m hosszú gyerekcsúszda

### Ugrótornyok
Egy 3, egy 4, egy 5 és egy 6 méter magasságú ugrótorony épült a vízi parkban.

### Wakeboard
A tó hátsó, déli részén állítottak fel egy 5 oszlopos wakeboard-pályát.
Aquaglide
A Tó hátsó részén található vizijátszótér ami európa eggyik legnagyobb vizen fekvő vizi akadály pálya!